# Dixa tertiaria
Eriopterites tertiaria, Dixa hyalipennis
Espèce
Synonymes
- †Eriopterites tertiaria Meunier 1915
- †Dixa hyalipennis Théobald 1937

Dixa tertiaria est une espèce fossile d'insecte diptère de la famille Dixidae et du genre Dixa.

## Classification
L'espèce Eriopterites tertiaria est décrite en 1915 par l'entomologiste et paléontologue belge Fernand Meunier (1868-1926),.

### Renommage et synonymes
L'espèce Dixa hyalipennis est décrite en 1937 par le paléontologue français Nicolas Théobald (1903-1981). Mais l'espèce est recombinée sous le nom Dixa tertiaria en 1994 par l'entomologiste américain Neal Luit Evenhuis (1952-) et suivie en 2016 par les entomologistes américains Dale E. Greenwalt (d) et John K. Moulton (d),. 
Dixa hyalipennis est donc un synonyme de Dixa tertiaria.

### Fossiles
L'holotype A15 de Dixa hyalipennis vient des collections de l'Institut géologique de Lyon, et un autre exemplaire Am37 ou B24464 est au muséum national d'histoire naturelle de Paris. Ces deux fossiles sont de l'ère Cénozoïque, et de l'époque Chattien ou Oligocène supérieur (28,1 à 23,03 Ma.).

## Description

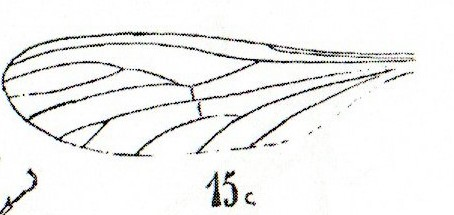
Aile de Dixa hyalipennis N. THEOBALD 1937 Stampien d'Aix-en-Provence.

### Caractères
Diagnose de Nicolas Théobald en 1937, :

« Insecte de petite taille, à pattes longues et grêles, à antennes filiformes, ailes transparentes. Tête petite, ovale ; deux yeux composés latéraux, entre les yeux poils fins ; palpe, dont on voit trois articles cylindriques ; antennes longues, filiformes, très finement velues, segments mal discernables, il semble y en avoir 15. thorax fortement bombé, sans suture transversale. Abdomen allongé, cylindrique, 8 segments, le dernier article en pointe ; coloration brune. Pattes grêles, 5 pattes et le tarse de la 6e sont visibles, trochanter court ; cuisse grêle, cylindrique ; tibia un peu plus long que la cuisse ; tarse très long et grêle ; on ne voit ni éperon, ni peigne, ni griffe. Ailes grandes, vitreuses avec soies fines ; ailes en partie pliées. La figure 15c en montre la nervation ; C s'étend jusqu'au sommet de l'aile, porte des poils fins ; Sc très fine, se termine vers le milieu du bord antérieur ; R forte à peu près parallèle au bord antérieur, couverte de poils fins ; Rs bifurqué, la branche antérieure se divisant en deux nervures embrassant le sommet de l'aile ; une nervure anale longue. ».

### Dimensions
La longueur totale est de 3,47 mm ; la tête a une longueur de 0,5 mm et une largeur de 0,75 mm ; le thorax a une longueur de 0,75 mm et une largeur de 1 mm ; l'abdomen a une longueur de 2,5 mm et une largeur de 0,6 mm ; les ailes ont une longueur de 4,2 mm .

### Affinités
« Par on aspect, la conformation des antennes et la nervation des ailes l'Insecte appartient sans doute au genre Dixa. on peut le rapprocher de Dixa autumnalis Meigen qui vit dans nos régions. La taille est supérieure à celle des Dixa des Indes, décrits par Brunetti.
Jusqu'ici aucun Dixidae n'était encore connu d'Aix. Mais l'ambre de la Baltique an a fourni plusieurs espèces.
A cette forme appartient sans doute l'Insecte décrit par F. Meunier sous le nom Eriopterites tertiaria. La figure 17 de l'auteur montre la nervation identique à celle du présent échantillon. Dans tous les cas, il ne s'agit certainement pas d'un Eriopterini (en), le parcours de Sc, R et M étant tout différent. Le g. Eriopterites Meunier est à supprimer. L'auteur ne donnant d'ailleurs pas de description de son espèce, nous n'hésitons pas à la mettre en synonymie. ».

## Biologie
« Insectes vivant dans les endroits humides et marécageux ; larves aquatiques ; genre répandu en Europe, en Asie et en Amérique du Nord. ».

## Galerie
- Quelques espèces vivantes du genre Dixa.
- Dixa capensis.
- Dixa dilatata.
- Dixa nebulosa.
- Dixa nubilipennis.
- Dixa submaculata.

### Publication originale
- [1915] Fernand Meunier, « Nouvelles recherches sur quelques insectes des Plâtrières d'Aix en Provence », Verhandelingen der Koninklijke Akademie van Wetenschappen te Amsterdam, vol. 18(5),‎ 1915, p. 1-17.